# Orelles (alga)
Les orelles (Padina pavonica) són una alga bruna petita que es troba a l'oceà Índic, a l'oceà Pacífic, a l'oceà Atlàntic i al mar Mediterrani.

## Distribució
És present en mars càlides i tropicals: apareix a les regions càlides de l'oceà Atlàntic: zona nord-oriental des de les illes Britàniques fins a Mauritània, i zona nord-occidental; a la mar Mediterrània, mar Negra. Habita sobre substrats rocosos o durs. En zones protegides i ben il·luminades, en les zones mareals i inframareals, des de la superfície fins a uns 20 m de profunditat.

## Descripció
Tal·lus laminar de consistència rígida i color blanquinós o marró groguenc en forma de ventall format a vegades per diverses làmines superposades. Grandària d'uns 15 cm.
El tal·lus està constituït per eixos polístics amb creixement simultani, la qual cosa origina la seva morfologia característica en forma de ventall. Està calcificat amb carbonat càlcic el que li dona la textura rígida i el color blanquinós. La superfície de la làmina es caracteritza per la presència de petits pèls foscos, formant files horitzontals i concèntriques que es destaquen més per les deposicions càlciques.

## Biologia
Es reprodueixen a l'estiu i els òrgans reproductors estan situats sobre les bandes concèntriques dels pèls. Sol haver-hi diversos individus agrupats que han crescut a partir d'un estoló. Tolera molt bé l'escalfament de l'aigua i la llum molt intensa, però és sensible a les variacions de nivell, i només suporta emersions molt curtes.

## Etnobotànica
S'utilitzen preparats de Padina pavonica per a fins dermatològics. Quan s'aplica tòpicament actua com un precursor de l'elastina, incentivant la producció de col·lagen i, per tant, incrementant l'elasticitat de la pell.